# Jemwa
Jemwa (ros. Емва) – miasto w północnej Rosji, na terenie wchodzącej w skład tego państwa Republiki Komi, w północno-wschodnim skrawku kontynentu europejskiego. Jest ośrodkiem administracyjnym prowincji rejonu kniażpogostskiego.
W 2008 miejscowość liczyła 14 825 mieszkańców.